# جولیانا کالاندرا
جولیانا کالاندرا (ایتالیایی: Giuliana Calandra؛ زادهٔ ۱۰ فوریه ۱۹۳۶–۲۵ نوامبر ۲۰۱۸) بازیگر، روزنامه‌نگار و مجری تلویزیون اهل کشور ایتالیا است. 
از فیلم‌هایی که وی در آن نقش داشته‌است، می‌توان به گرگ و بره، کشور زیبا، شب بزرگ، نشان تو چیست؟، به نوبت، هشت‌ونیم، قرمز تیره، سکس و لذت، سفارش‌ها، دریای جنوب، مربی در ساحل، هیکل دختر زیبا، خانم صاحبخانه، شیفتهٔ جولیا و ریمینی ریمینی اشاره کرد.